# Захарий и Елизавета (линейный корабль, 1795)
«Захарий и Елизавета» — парусный 74-пушечный линейный корабль Черноморского флота Российской империи.

## Описание корабля
74-пушечный линейный корабль «Захарий и Елизавета» был построен по проекту корабельного мастера А. С. Катасанова. Входил в серию из семи 74-х пушечных кораблей, построенных в Херсоне. В конструкции кораблей, впервые в практике отечественного кораблестроения, бак и квартердек соединили сплошной палубой, что позволило увеличить продольную прочность корпуса, усилить огневую мощь и улучшить управление парусами. Образованная таким образом вторая закрытая батарейная палуба улучшала бытовые условия экипажа.

## История службы
Корабль «Захарий и Елизавета» был заложен в Херсоне и после спуска на воду вошёл в состав Черноморского флота. В 1796 году перешёл из Херсона в Севастополь.
В составе эскадры находился в практическом плавании в Чёрном море в 1797 году и мае—июне 1798 года. 
С 30 апреля по 3 мая 1798 года вместе с другим кораблём новой конструкции «Святой Пётр» и тремя кораблями старой конструкции  принял участие в испытаниях, проводимых по указанию Павла I. В рапорте комиссии  было указано, что корабли «Святой Пётр» и «Захарий и Елизавета», построенные по новой конструкции, «не только не имеют никаких недостатков, но и превосходят уже имеющиеся в составе российского флота корабли по всем параметрам».
13 августа 1798 года в составе эскадры вице-адмирала Ф. Ф. Ушакова вышел из Севастополя в Константинополь для совместных действий с турецким флотом против Франции в Средиземном море. 20 сентября в составе объединённого русско-турецкого флота вышел из пролива Дарданеллы в Архипелаг. К 13 октября эскадра подошла к острову Занте и высадила десант, взявший крепость. 24 октября корабль пришёл к Корфу для блокады крепости с моря во главе отряда. Принял участие в нескольких стычках с французскими судами, пытавшимися прорваться в море. 12 ноября пришёл на помощь кораблю «Святой Павел», который отражал попытки прорыва французского корвета «Genereux».
18 февраля принимал участие в штурме крепости Корфу, вёл бомбардировку батареи № 3 на острове Видо. До июля 1799 года находился в Корфу с эскадрой. 24 июля в составе эскадры Ф. Ф. Ушакова вышел из Корфу и к 3 августа прибыл в Мессину. После чего был направлен в Неаполь, куда прибыл 8 сентября, зайдя по пути 22 августа в Палермо. 21 декабря корабль в составе эскадры вышел из Неаполя для взятия крепости на остров Мальта. 25 декабря эскадра подошла к Мессине, где был получен Высочайший приказ о возвращении в Россию. 
31 декабря 1799 года корабль с эскадрой вышел из Мессины и к 7 января 1800 года прибыл в Корфу, где было проведено килевание корабля. 6 июля эскадра вышла из Корфу и к 26 октября вернулась в Севастополь.
В 1801 году корабль перешёл из Севастополя в Николаев, где был поставлен на ремонт.
В 1803 году корабль «Захарий и Елизавета» переоборудован в магазин.

## Командиры корабля
Командирами линейного корабля «Захарий и Елизавета» в разное время служили:
- И. И. Ознобишин (1796—1797 годы);
- И. А. Селивачев (1798—1800 годы);
- Г. И. Тимченко (1801—1802 годы).